# 葉望輝
葉望輝（英語：Stephen J. Yates），曾任美國愛達荷州共和黨主席、副總統錢尼的副國家安全顧問。

## 生平
出生在马里兰州，曾就讀馬利蘭大學學院市分校中文系及約翰·霍普金斯大學。
身為耶穌基督後期聖徒教會的成員；1987年至1989年，在臺灣台南縣新營市（今台南市新營區）從事傳道事工，因此中文流利。
1996年至2001年，擔任美國傳統基金會亞洲政策研究中心資深政策研究員。
2001年至2005年，擔任美國副總統辦公室的副國家安全顧問，提供副總統錢尼關於網絡安全、人質談判、能源政策和經濟事務等國家安全問題分析，為行政部門的新設職務，並曾參與911事件的白宮疏散。
2006年，創辦華府國際顧問公司（DC International Advisory）並擔任總裁。
2014年，參加愛達荷州眾議院第30選區的議員選舉，最終以2.2%的些微差距落敗。
2014年至2017年，擔任愛達荷州共和黨主席。
2015年，隨好友蒲博思率團訪問臺灣，兩人皆為川普團隊的幕僚。
2016年，擔任共和黨全國代表大會政綱委員會國家安全小組聯合主席，促成將《臺灣關係法》和對臺「六項保證」納入該年共和黨黨綱。
2017年，參加愛達荷州副州長的共和黨初選，但在隔年5月選前幾天受到名為 Idahoans Fighting Corruption 之政治團體發放的黑函干擾，最終以1.6%的些微差距落敗。
2018年8月，開始擔任台灣網路媒體《讀報》專欄作家。
2020年至2021年，擔任自由亞洲電台總裁。
2022年至2024年，擔任美國優先政策研究所（America First Policy Institute）中國政策項目主任。

## 相關
2019年6月3日，葉望輝接受網路節目《童溫層》專訪，並在節目中倡議源於冷戰時期的口號「你們並不孤單」（YOU ARE NOT ALONE），呼籲世界各國不要忽視維族和其他少數民族所受的苦難，讓他們有勇氣堅持下去，同時也藉此鼓勵面臨外交困境的台灣。

## 外部連結
- Steve Yates的X（前Twitter）